# Josh Singer
Josh Singer (Philadelphia, 1972) is een Amerikaans film- en televisiescenarist. Hij won in 2016 een Oscar voor het scenario van Spotlight (2015).

## Biografie
Josh Singer werd in 1972 geboren in Philadelphia. Hij groeide op in een joods gezin.
Singer studeerde aan de Upper Dublin High School in Fort Washington, Pennsylvania. Hij schreef in die periode voor de schoolkrant. Nadien behaalde hij een diploma magna cum laude aan Yale University. Singer volgde de richtingen wiskunde en economie. Drie maanden voor hij zou afstuderen, werkte hij voor de Children's Television Workshop (Sesame Workshop). Nadien liep hij stage bij onder meer Nickelodeon in New York en Disney Channel in Los Angeles. In die periode ontwikkelde hij een interesse in scenarioschrijven. Hij werkte als business-analist voor McKinsey & Company alvorens af te studeren aan Harvard Law School en Harvard Business School.
In 2012 huwde hij met schrijfster Laura Dave.

### Filmcarrière
Na zijn studies aan Harvard werd Singer door John Wells ingehuurd om mee te schrijven aan de tv-serie The West Wing (1999–2006). In 2012 schreef hij het scenario voor The Fifth Estate (2013). In de daaropvolgende jaren werkte hij met Tom McCarthy samen aan het script voor Spotlight. Het duo won voor hun scenario onder meer een Oscar en BAFTA.

## Filmografie

### Film
- The Fifth Estate (2013)
- Spotlight (2015)
- The Post (2017)
- First Man (2018)

### Televisie
- The West Wing (2004–2006) (scenarist)
- Law & Order: Special Victims Unit (2007–2008) (producent)
- Fringe (2009–2011) (producent)